# Un cow-boy en colère
Pour plus de détails, voir Fiche technique et Distribution.
Un cow-boy en colère (The Great Scout & Cathouse Thursday) est un film américain réalisé par Don Taylor, sorti en 1976.

## Fiche technique
- Titre original : The Great Scout & Cathouse Thursday
- Titre français : Un cow-boy en colère
- Réalisation : Don Taylor
- Scénario : Richard Alan Shapiro
- Photographie : Álex Phillips Jr.
- Musique : John Cameron
- Pays d'origine : États-Unis
- Format : Couleurs - 1,85:1 - Mono
- Date de sortie : 1976

## Distribution
- Lee Marvin (VF : André Valmy) : Sam Longwood
- Oliver Reed (VF : Jean-Claude Michel) : Joe Knox
- Robert Culp (VF : Pierre Hatet) : Jack Colby
- Elizabeth Ashley : Nancy Sue
- Strother Martin (VF : Edmond Bernard) : Billy
- Sylvia Miles (VF : Paule Emanuele) : Mike
- Kay Lenz (VF : Maïk Darah) : Thursday